# Associació Diomira
L'Associació Diomira, fundada l'any 1987, és una Organització No Governamental sense ànim de lucre. La seva voluntat és oferir a infants, adolescents, joves, i persones que treballen amb i per a ells, eines de formació i comunicació. Pretén ser un vehicle d'intercanvi d'opinions i experiències, un instrument de reflexió i difusió.
Forma part de la Taula per la Infància i l'Adolescència de Catalunya (TIAC), la Xarxa pels Drets dels Infants, l'Observatori dels Drets de la Infància i l'Associació de Publicacions Periòdiques en Català.

## Publicacions
- Protagonistes, ja! és una revista que s'estableix com a eina de debat i reflexió al servei del món educatiu, les administracions públiques, el teixit associatiu i els professionals que treballen en l'àmbit de la infància i l'adolescència.[7]
- Papers de Joventut és una revista que tracta temes de joventut i que s'adreça a joves, entitats i professionals en l'àmbit de la joventut.[8]

## Escola Traç
L'Escola Traç va néixer l'any 1979 com a escola de formació en l'educació en el temps lliure a Catalunya. Va ser la primera escola en posar en marxa el curs de formació d'animadors socioculturals.

## Projectes de fotografia
- El Clic de Fotoperiodisme Jove[10][11] recull una selecció d'obres fotogràfiques de joves autors catalans, que promouen la sensibilitat per temes socials. És un concurs que busca promocionar i difondre fotografies de caràcter periodístic realitzades per joves, que mostrin sensibilitat i interès per l'entorn social. Donen premis de fotografia i audiovisuals, així com ajuts per a joves fotògrafs/es d'entre 18 i 30 anys.
- El Clic BCN Intercultural un concurs de fotografia sobre la realitat de les persones d'orígens culturals diversos a Barcelona i que mostrin les aportacions que fan a la ciutat. Es donen premis a la millor fotografia o fotoreportatge a tres temàtiques: general, dones i infància i joventut. Està organitzat per l'Associació Diomira amb la col·laboració de l'Ajuntament de Barcelona.[12]
- El Clic del barri[13][14] es tracta d'un projecte educatiu amb l'Escola Traç, dirigit a escoles d'arreu de Catalunya.